# Atletismo nos Jogos Pan-Americanos de 2007 - Salto com vara feminino

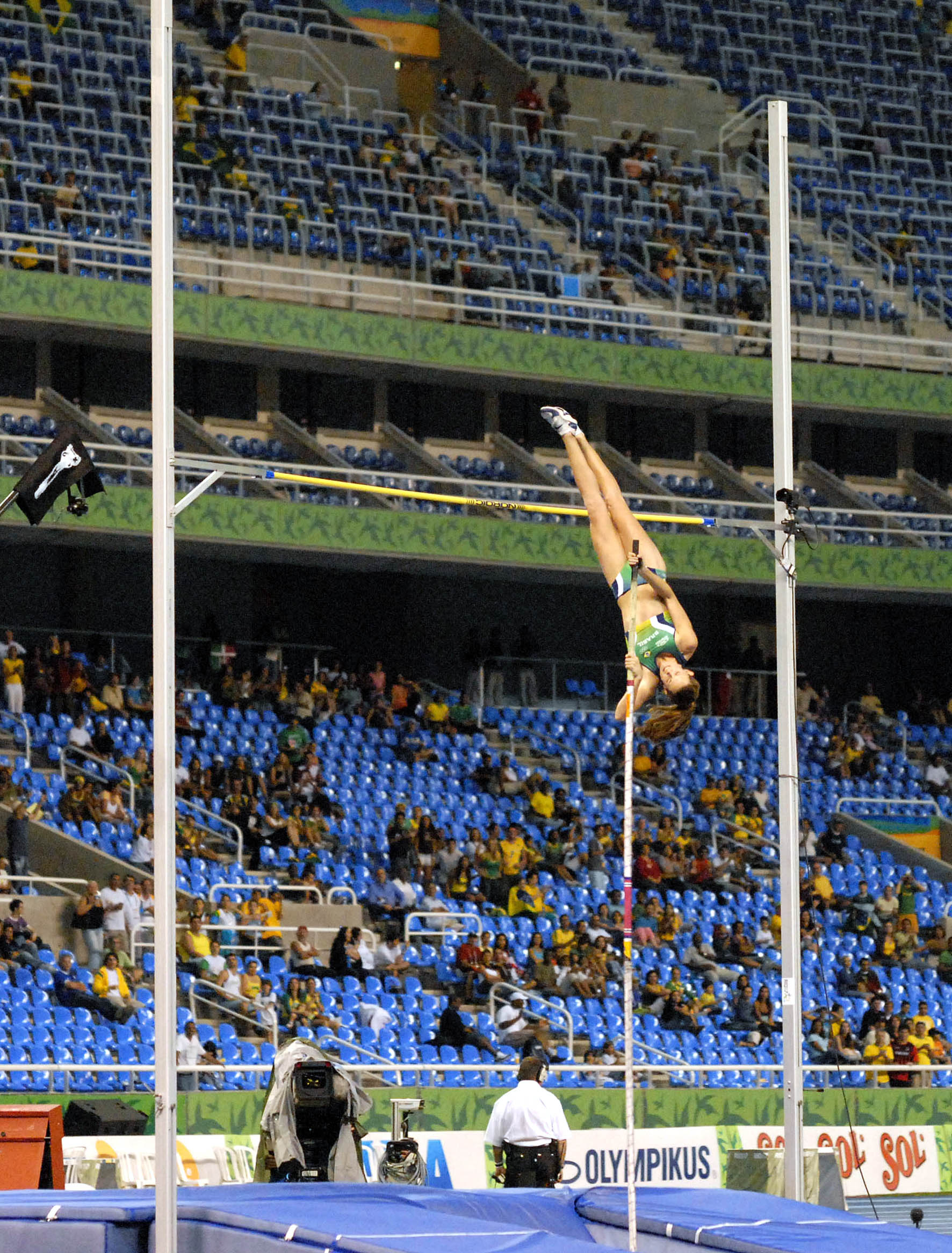
Fabiana Murer quebrou o recorde pan-americano da prova e conquistou a medalha de ouro.

O salto com vara feminino foi um dos eventos do atletismo nos Jogos Pan-americanos de 2007, no Rio de Janeiro. A prova foi disputada no Estádio Olímpico João Havelange no dia 23 de julho com 10 atletas de 9 países.
A medalha de ouro foi conquistada pela brasileira Fabiana Murer que saltou 4 metros e 60 centímetros, recorde pan-americano da prova. Murer ainda tentou bater o seu recorde sul-americano de 4.66 m, mas não obteve sucesso nas três tentativas possíveis. A estadunidense April Steiner ficou com a medalha de prata e Yarisley Silva de Cuba conquistou o bronze.

## Medalhistas
| Ouro   | BRA Fabiana Murer  |
| Prata  | USA April Steiner  |
| Bronze | CUB Yarisley Silva |

## Recordes
Recordes mundiais e pan-americanos antes da disputa dos Jogos Pan-americanos de 2007.
| Tipo                             | Atleta            | Altura | Local         | Data                 |
| -------------------------------- | ----------------- | ------ | ------------- | -------------------- |
|                                  | Yelena Isinbayeva | 5,01 m | Helsinque     | 12 de agosto de 2005 |
| Recorde dos Jogos Pan-Americanos | Melissa Mueller   | 4,40 m | Santo Domingo | 9 de agosto de 2003  |

## Resultados
No salto com vara o atleta pode tentar ultrapassar uma marca com até três saltos. Se falhar nas três tentativas é automaticamente eliminado.
- O: salto válido;
- XO: salto conquistado na segunda tentativa;
- XXO: salto conquistado na terceira tentativa;
- XXX: eliminado.

O atleta pode ainda abortar o salto em uma tentativa (-) e partir para a marca seguinte. Ainda é permitido abortar o salto uma vez já tentado ultrapassar uma marca, mas ao fazer isso o atleta queima as tentativas para a marca seguinte em uma ou duas chances.

### Final
A final do salto com vara para mulheres foi disputada em 23 de julho as 17:30 (UTC-3).
| Pos.              | Atleta                   | País               | Marcas | Marcas | Marcas | Marcas | Marcas | Marcas | Marcas | Marcas | Result. |
| Pos.              | Atleta                   | País               | 3.45   | 3.60   | 3.75   | 3.90   | 4.00   | 4.10   | 4.20   | 4.30   | Result. |
| Pos.              | Atleta                   | País               | 4.35   | 4.40   | 4.45   | 4.50   | 4.55   | 4.60   | 4.68   |        | Result. |
| ----------------- | ------------------------ | ------------------ | ------ | ------ | ------ | ------ | ------ | ------ | ------ | ------ | ------- |
| Medalha de ouro   | Fabiana Murer            | BRA Brasil         | -      | -      | -      | -      | -      | -      | -      | O      | 4.60 m  |
| Medalha de ouro   | Fabiana Murer            | BRA Brasil         | -      | O      | -      | XO     | -      | XXO    | XXX    |        | 4.60 m  |
| Medalha de prata  | April Steiner            | USA Estados Unidos | -      | -      | -      | -      | -      | -      | -      | XXO    | 4.40 m  |
| Medalha de prata  | April Steiner            | USA Estados Unidos | -      | XXO    | -      | XX-    | X      |        |        |        | 4.40 m  |
| Medalha de bronze | Yarisley Silva           | CUB Cuba           | -      | -      | -      | -      | -      | XO     | XO     | O      | 4.30 m  |
| Medalha de bronze | Yarisley Silva           | CUB Cuba           | XXX    |        |        |        |        |        |        |        | 4.30 m  |
| 4                 | Alejandra García         | ARG Argentina      | -      | -      | -      | -      | O      | O      | O      | XXX    | 4.20 m  |
| 4                 | Alejandra García         | ARG Argentina      |        |        |        |        |        |        |        |        | 4.20 m  |
| 5                 | Joana Costa              | BRA Brasil         | -      | -      | -      | O      | O      | XXO    | XO     | XXX    | 4.20 m  |
| 5                 | Joana Costa              | BRA Brasil         |        |        |        |        |        |        |        |        | 4.20 m  |
| 6                 | Carolina Torres          | CHI Chile          | -      | -      | -      | XO     | O      | XXX    |        |        | 4.00 m  |
| 6                 | Carolina Torres          | CHI Chile          |        |        |        |        |        |        |        |        | 4.00 m  |
| 7                 | Deborah Gyurcsek Olivera | URU Uruguai        | -      | -      | XO     | XXX    |        |        |        |        | 3.75 m  |
| 7                 | Deborah Gyurcsek Olivera | URU Uruguai        |        |        |        |        |        |        |        |        | 3.75 m  |
| 8                 | María Isabel Malatesta   | PER Peru           | O      | XXX    |        |        |        |        |        |        | 3.45 m  |
| 8                 | María Isabel Malatesta   | PER Peru           |        |        |        |        |        |        |        |        | 3.45 m  |
| —                 | Dana Ellis               | CAN Canadá         | -      | -      | -      | -      | -      | -      | XXX    |        | —       |
| —                 | Dana Ellis               | CAN Canadá         |        |        |        |        |        |        |        |        | —       |
| —                 | Keisa Monterola          | VEN Venezuela      | -      | -      | -      | -      | XXX    |        |        |        | —       |
| —                 | Keisa Monterola          | VEN Venezuela      |        |        |        |        |        |        |        |        | —       |